# Real Live
Real Live — концертний альбом американського музиканта та автора пісень Боба Ділана, виданий 3 грудня 1984 року лейблом Columbia Records.

## Про альбом
Запис пісень альбому відбувся під час європейського турне Ділана у 1984 році. Більшість пісень були записані 7 липня під час концерту на стадіоні Вемблі (Лондон, Велика Британія), пісні «License to Kill» і «Tombstone Blues» — під час концерту 5 липня на стадіоні Сент-Джеймс Парк (Ньюкасл-апон-Тайн, Велика Британія), а «I and I» і «Girl from the North Country» — 8 липня у Замку Слейн (Ірландія).
Незважаючи на те, що платівку було представлено в різдвяний сезон, продажі показали невтішні результати, а альбом досяг найнижчих показників серед усіх робіт Ділана — № 115 у США та № 54 — у Великій Британії.

## Список пісень
| Перша сторона | Перша сторона          | Перша сторона |
| #             | Назва                  | Тривалість    |
| ------------- | ---------------------- | ------------- |
| 1.            | «Highway 61 Revisited» | 5:07          |
| 2.            | «Maggie's Farm»        | 4:54          |
| 3.            | «I and I»              | 6:00          |
| 4.            | «License to Kill»      | 3:26          |
| 5.            | «It Ain't Me, Babe»    | 5:17          |

| Друга сторона | Друга сторона                 | Друга сторона |
| #             | Назва                         | Тривалість    |
| ------------- | ----------------------------- | ------------- |
| 1.            | «Tangled Up in Blue»          | 6:54          |
| 2.            | «Masters of War»              | 6:35          |
| 3.            | «Ballad of a Thin Man»        | 4:17          |
| 4.            | «Girl from the North Country» | 4:25          |
| 5.            | «Tombstone Blues»             | 4:32          |